# 湖北鼠李
湖北鼠李（学名：Rhamnus hupehensis）为鼠李科鼠李属下的一个种。其种加词“hupehensis ”意为“湖北的”。